# 新むつ旅館
新むつ旅館（しんむつりょかん）は、青森県八戸市にある日本旅館であり、元遊廓である。

## 概要
1898年（明治31年）に遊廓「新陸奥楼」として当時の三戸郡小中野町に開業。1957年（昭和32年）の売春防止法制定を機に旅館に転向した。
遊廓当時の建物を旅館として使用していることはもちろん、明治時代の輪島塗や九谷焼、沈金彫といった貴重な食器類が利用客の食事に利用している。
建物は2006年（平成18年）に国の登録有形文化財に登録されている。
経営者の高齢化等の事情により、2021年10月時点で休業。その後、経営者の逝去に伴い2022年廃業。2023年12月現在、外観のみ見学可能となっている。

## 遊廓時代の新むつ旅館
蔵を解体された際に発見された梁の組木に1907年（明治40年）頃の料金等が記されており、現在も貴重な資料として保管されている。
明治時代末期の料金は以下の通り。
| 区分・等級   | 料金           |
| ------------ | -------------- |
| 1等          | 2円            |
| 2等          | 1円65銭        |
| 3等          | 1円35銭        |
| 芸妓         | 25銭（１時間） |
| 娼妓（１等） | 75銭           |
| 娼妓（2等）  | 75銭           |
| 娼妓（3等）  | 40銭           |

※遊興料１等２円とは別に花代が55銭料金が加算される。
新陸奥楼にいる芸者は地元出身、娼妓は他地方出身者が多く、明治40年当時は芸妓・娼妓で計５人がいた。屋号は初代の店主「さわえ」の「え」を取り「まるにさ」としていた。
遊郭当時の顧客名簿も保存されている。以前は実物の顧客名簿を手に取ることが出来たが、現在はデジタル高精度コピーにより質感も再現された複製の顧客名簿の閲覧が可能となっている。
なお、新陸奥楼も含めた小中野遊廓は出稼ぎ漁夫を中心ににぎわっており、1917年（大正6年）時点では小中野地区全体で遊女屋が34軒、花魁の人数が84名、年間来客数39,400人、花魁の揚げ代が当時の金で年間40,742円96銭となっている。

## 施設・利用案内
- 駐車場　-　無料7台
- 浴場・トイレは共同

## 保存・イベント活用他
近隣にあった旧旭商会と共に八戸市内でも花街の歴史を伝える貴重な建築物でもあるため、保存活動や施設を活用したイベントが開催されている。

### 修復・保存活動
2010年に老朽化した土台を改修。2015年3～5月に東日本大震災で損傷した屋根や外壁などに大幅な修復作業を行った。

### イベント活用他
- 八戸市議会議員の藤川優里写真集「moe navi 八戸」・DVD「love navi 八戸」のロケ地として撮影された。
- 怪談　廓回廊 闇がたり　in新むつ旅館　-　2015年8月30日に開催。
- 廓回廊 昔がたりと花舞あそび in 新むつ旅館　-　2015年12月13日に開催。館内で日舞・かっぽれ・落語を披露した。

## アクセス
- 自動車
  - 東北自動車道八戸ICから車で20分
- 鉄道
  - 八戸線小中野駅から徒歩10分
  - 八戸線陸奥湊駅から徒歩10分